# Сафонов, Владимир Александрович
Влади́мир Алекса́ндрович Сафо́нов (17 сентября 1950, Иваново — 1 января 1992, Донецк) — советский футболист, полузащитник. Мастер спорта СССР (1974).

## Карьера
С 1968 по 1971 год выступал за ивановский «Текстильщик», за это время в 137 матчах первенства забил 23 гола, и ещё 5 встреч провёл в Кубке СССР.
В 1972 году пополнил ряды донецкого «Шахтёра», в том сезоне стал в его составе серебряным призёром Первой лиги. За «горняков» затем выступал до 1980 года, проведя за это время 244 матча и забив 20 мячей в чемпионатах и первенстве СССР, сыграв 41 встречу и забив 3 гола в Кубке, и став в составе клуба дважды вице-чемпионом СССР (1975 и 1979), по одному разу бронзовым призёром чемпионата (1978), обладателем (1980) и финалистом (1978) Кубка СССР и дважды полуфиналистом Кубка (1974 и 1976). Кроме того, провёл 10 поединков в еврокубках, получил приз лучшему дебютанту сезона в 1973 году, был с 1979 по 1981 год капитаном команды и неоднократно включался в списки 33-х лучших игроков УССР.
В 1981 году провёл свой последний сезон в Высшей лиге в составе «Кубани», принял участие в 21 матче команды в чемпионате, и ещё 1 поединок провёл в Кубке СССР.

## Смерть
Скончался 1 января 1992 года от обширного инсульта. По словам вдовы игрока Ольги Сафоновой смерть случилась из-за неправильного лечения: «после потери сознания экс-футболиста доставили в больницу, где его стали лечить вирусной инфекции. Уколами и капельницами ему ещё выше подняли давление, стало причиной инсульта». Похоронен Сафонов в Донецке на Мушкетовском кладбище.

## Достижения
- Серебряный призёр молодёжного чемпионата Европы: 1972
- Вице-чемпион СССР: 1975, 1979
- 3-е место в чемпионате СССР: 1978
- Обладатель Кубка СССР: 1980
- Финалист Кубка СССР: 1978
- Полуфиналист Кубка СССР: 1974, 1976
- 2-е место в Первой лиге СССР (выход в Высшую лигу): 1972
- Обладатель приза лучшему дебютанту сезона: 1973

## Характеристика
Игравший несколько лет вместе с Сафоновым в «Шахтёре» Михаил Соколовский отзывается о нём так:

Это был не просто хороший, а чудесный, преданный футболу человек. Его не зря избрали капитаном команды, потому что он буквально сжигал себя на поле, настолько отдавался игре. Сафонов обладал потрясающими физическими данными, а его самоотдачу можно ставить в пример. Наверное, он единственный футболист, который два или три сезона отыграл вообще без замен! Я бы сказал, что это был игрок, который на все 100 % подходил донецкой команде. А главное, Владимир был очень ответственным человеком. В каждом матче он проявлял мужественность и самоотверженность.— Михаил Соколовский

## Память
В память о Владимире Сафонове его сыновьями Антоном и Денисом при поддержке Федерации футбола Донецка и друзьями семьи Сафоновых проводится ежегодный детско-юношеский турнир по футболу.